# Hans Huber (Moderator)

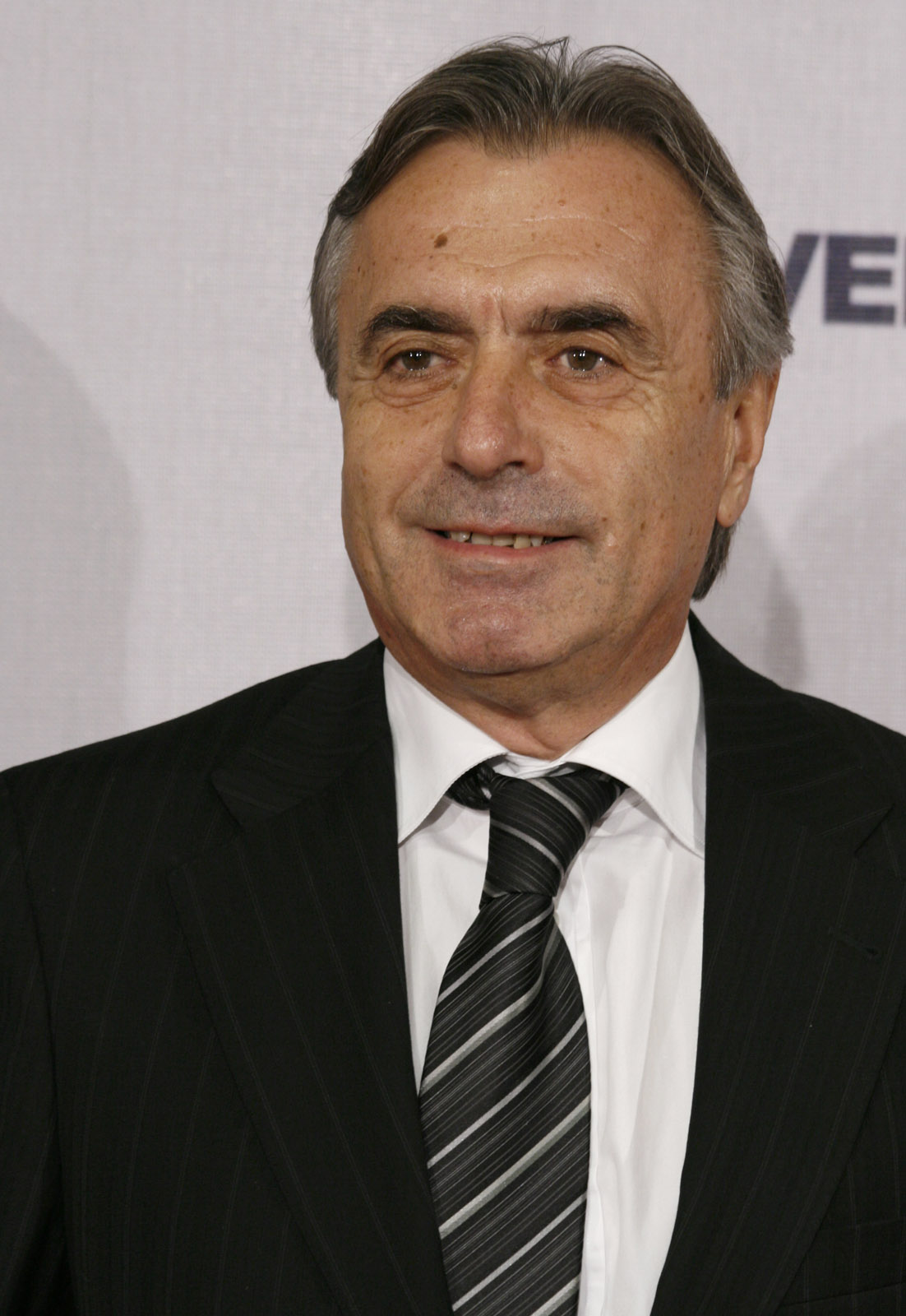
Hans Huber (2008)

Hans Huber (* 21. Jänner 1944 in Prag) ist ein österreichischer Sportkommentator.

## Werdegang
Nach seiner Matura 1963 studierte Hans Huber Philosophie an der Universität in Wien.
Erste Station im Journalismus war die Austria Presse Agentur (APA). Zusätzlich arbeitete Huber von 1967 bis 1983 bei der österreichischen Tageszeitung Die Presse.
1975 begann er dann beim ORF die Kurzsportsendungen (täglich um 20:00 auf ORF eins) zu moderieren.
Seit 1984 ist er angestellter Redakteur in der Sportabteilung des ORF. 1999 wurde Hans Huber Chef der Sportredaktion-Planung sowie stellvertretender Sportchef. Seit 2000 war er zudem auch Chef der Fußball-Redaktion und ab 2007 wurde Huber Sportchef im ORF und somit der Nachfolger von Elmar Oberhauser.
Mit 1. Juli 2009 ging Huber in Pension.
Jahrelang gehörte er dem Legenden-Benefizfußballteam Copa Pelé an und beendete im Sommer 2022 im Alter von 78 Jahren seine dortige Fußballkarriere.

## Einsätze im ORF
Hans Huber war über viele Jahre auf ORF 1 bei den Kurzsportsendungen zu sehen, weiters bei zahlreichen Live-Übertragungen der UEFA Champions League und des UEFA-Cups. Zusätzlich verzichtete man nicht auf ihn bei Olympischen Spielen und bei alpinen Skiweltmeisterschaften. Bekannt ist Hubers Live-Kommentar zum Fußballspiel Israel gegen Österreich im Oktober 2001 und seine Einleitung zum WM-Qualifikationsmatch gegen Schweden im September 1997.

„Die Schweden sind ein ganz harter Brocken.“

## Hans Huber als Autor
Hans Huber ist auch Autor mehrerer Sportbücher, wie zum Beispiel über die Olympischen Winterspiele 1976 in Montreal oder über den Skiweltcup 1977/78. Weiters ist er Mitautor beim Buch über Ernst Happel. Zusammen mit Herbert Prohaska gab er das Buch Unser Spiel heraus.

## Auszeichnungen
- 2004 Goldenes Verdienstzeichen des Landes Wien